# NGC 5606
NGC 5606 (другие обозначения — OCL 922, ESO 134-SC3) — рассеянное скопление в созвездии Центавр.